# Батагаев, Семён Иванович
Семён Иванович Батагаев (5 марта 1915, Онгурён, Иркутская область — 23 марта 1992, Иркутск) — командир расчета 82-миллиметрового миномета 449-го Ковенского ордена Суворова стрелкового полка 144-й Виленской Краснознаменной, орденов Суворова, Кутузова и Александра Невского стрелковой дивизии 5-й армии 3-го Белорусского фронта, старший сержант.

## Биография
Родился 5 марта 1915 года в селе Онгурен Ольхонского района Иркутской области в семье рыбака и охотника. Бурят. С 16 лет работал рыбаком на Байкале, затем охотником в Гослове. В 1936 году вновь пошел учиться, в 1939 году окончил 7 классов Усть-Баргузинской неполной школы. Работал счетоводом, бухгалтером, прорабом-маркировщиком в Усть-Баргузинском речном пароходстве. Плавал на 100-тонной барже по реке Баргузин.
В Красной Армии с декабря 1941 года. Службу начал в Забайкальском военном округе. Участник Великой Отечественной войны с ноября 1942 года. Боевое крещение получил в составе 74-й особой стрелковой бригаде на Калининском фронте. Был дважды ранен. После второго тяжелого ранения надолго лег в госпиталь и в свою часть уже не попал.
В феврале 1944 года окончил сержантскую школу и был направлен в 449-й стрелковый полк 144-й стрелковой дивизии командиром расчета 82-мм миномета. С этой частью прошел до конца войны. Принимал участие в освобождении Белоруссии, Прибалтики, в боях на территории Восточной Пруссии.
Командир расчета 82-миллиметрового миномета 449-го стрелкового полка младший сержант Семён Батагаев 25 июля 1944 года у реки Неман севернее местечка Румшишкес вместе с подчиненными подавил две пулеметные точки, истребил свыше пятнадцати противников, что помогло стрелковой роте форсировать реку без потерь. За этот бой весь расчет был награждён орденом Славы 3-й степени. Приказом командира 144-й стрелковой дивизии от 10 сентября 1944 года за мужество и отвагу, проявленные в боях, младший сержант Батагаев Семён Иванович награждён орденом Славы 3-й степени.
В наступательных боях 15-22 октября 1944 года в районе города Кибартай и населенного пункта Эйдткунен старший сержант Семён Батагаев, командуя расчетом, подавил четыре пулеметные точки и вывел из строя более десяти солдат противника. В боях за город Вильнюс вынес из под огня раненого командира взвода, лично захватил «языка», давшего ценные сведения. Приказом по войскам 5- армии от 19 декабря 1944 года за мужество и отвагу, проявленные в боях, старший сержант Батагаев Семён Иванович награждён орденом Славы 2-й степени.
В боях за города Инстербург и Алленбург в Восточной Пруссии, 13-20 января 1945 года с расчетом уничтожил три пулеметные точки, пушку и свыше пятнадцати противников. На подступах к городу Кенигсбергу был ранен, третий раз за войну.
Указом Президиума Верховного Совета СССР от 19 апреля 1945 года за образцовое выполнение заданий командования в боях с немецко-вражескими захватчиками старший сержант Батагаев Семён Иванович награждён орденом Славы 1-й степени, став полным кавалером ордена Славы.
В середине 1945 года 5-я армия была передислоцирована на восток и в составе 1-го Дальневосточного фронта участвовала в боях с японцами. При наступлении на город Харбин Батагаев был вновь тяжело ранен. Полгода пролежал в госпитале в городе Ворошилов-Уссурийск. В феврале 1946 года был демобилизован по ранению, с инвалидностью.
Вернулся на родину. Работал рыбаком-охотником в Золтопродснабе, заведующим сельской библиотекой, техником-аэрологом на метеостанции, киномехаником в селе Онгурене. С 1965 года на пенсии. Затем жил в городе Иркутск. Скончался 23 марта 1992 года.

## Награды
Награждён орденом Отечественной войны 1-й степени, орденами Славы 1-й, 2-й и 3-й степени, медалями.

## Память
22 июня 2006 года в городе Иркутске на доме № 61 на бульваре Рябикова, в котором С. И. Батагаев жил более 20-ти лет, установлена мемориальная доска.
В Иркутской области, курсирует паром между с. Сахюрта, материк, и островом Ольхон названный в честь Семена Батагаева.